# 8 Million Ways to Die
8 Million Ways to Die is een Amerikaanse misdaadfilm uit 1986 onder regie van Hal Ashby.

## Verhaal
Een politieagent met een drankprobleem wil een luxe prostituee helpen om de Verenigde Staten te verlaten. Ze beweert dat ze bang is voor haar pooier, maar al spoedig blijkt dat de zaken veel ingewikkelder liggen. Als ze wordt vermoord, gaat de agent haar vriendin opzoeken.

## Rolverdeling
| Acteur             | Personage             |
| ------------------ | --------------------- |
| Jeff Bridges       | Scudder               |
| Rosanna Arquette   | Sarah                 |
| Alexandra Paul     | Sunny                 |
| Randy Brooks       | Chance                |
| Andy García        | Angel Maldonado       |
| Lisa Sloan         | Linda Scudder         |
| Christa Denton     | Laurie Scudder        |
| Vance Valencia     | Quintero              |
| Wilfredo Hernández | Hector Lopez          |
| Luisa Leschin      | Vrouw van Hector      |
| Vyto Ruginis       | Durkin                |
| Henry O. Arnold    | Rechercheur           |
| James Avery        | Officier van justitie |
| Jack Younger       | Dronkenman            |
| Zoaunne LeRoy      | Verpleegster          |